# قائمة مصنعي الشاحنات
هذه قائمة مصنعي الشاحنات حسب المنطقة. و يشير لفظ الشاحنات إلى المركبات التجارية.

## الترتيب حول العالم
|  |  |
|  |  |
|  |  |

| الترتيب. | المنتج | وحدة    |
| -------- | --- | ------- |
| 1        | إيسوزو | 478,535 |
| 2        | دايملر كرايسلر (مرسيدس بنز، Freightliner شاحنات، يونيماج، Western Star, شركة ميتسوبيشي فوسو للشاحنات والحافلات ‏) | 446,128 |
| 3        | فولفو (فولفو، شركة شاحنات ماك، Renault، UD Nissan Diesel)                                                        | 341,875 |
| 4        | مجموعة تويوتا (هينو للسيارات)                                                                                    | 240,038 |
| 5        | هيونداي (هيونداي)                                                                                                | 159,237 |
| 6        | تاتا (تاتا موتورز، تاتا دايو)                                                                                    | 157,781 |
| 7        | فيات (إيفيكو، ماجيروس، Astra، Seddon Atkinson، Yuejin)                                                           | 127,542 |
| 8        | باكار (داف، كينوورث، Leyland شاحنات، Peterbilt)                                                                  | 126,960 |
| 9        | مجموعة فولكس فاجن (سكانيا، شاحنات فولكس فاجن)                                                                    | 110,617 |
| 10       | شركة فورد | 95,596  |
| 11       | مان (فولكس فاجن للشاحنات والحافلات)                                                                              | 92,485  |
| 12       | Navistar International                                                                                           | 70,839  |
| 13       | جنرال موتورز | 33,042  |
| 14       | غاز | 30,105  |

## أوروبا
- ACMAT (فرنسا)

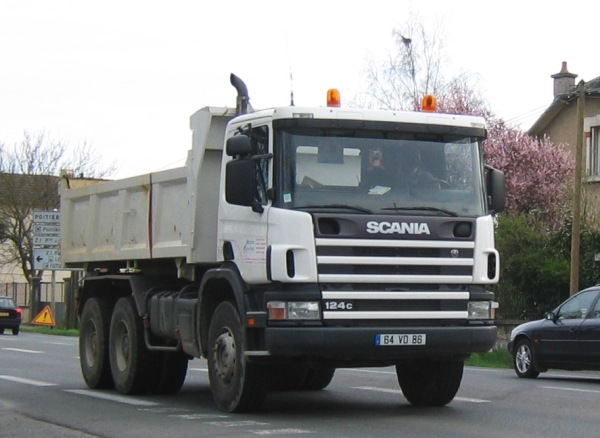
A heavy Scania dump truck in France

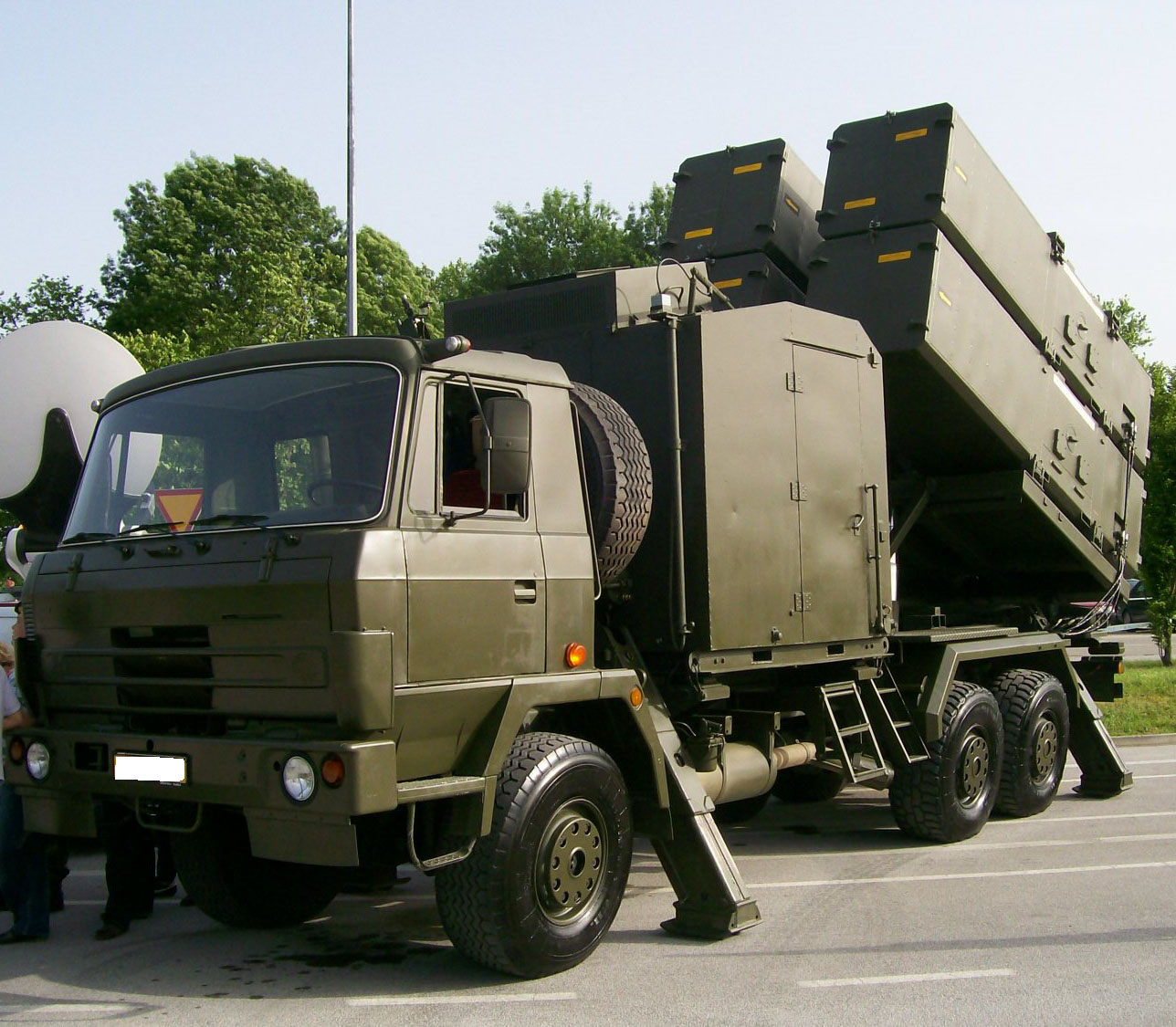
Military truck Tatra T815

- Alexander Dennis (المملكة المتحدة)
- Askam (تركيا)
- Avia شاحنات (التشيك)
- Barkas (ألمانيا)
- بيدفورد (المملكة المتحدة)
- BelAZ (روسيا البيضاء)
- BMC (تركيا)
- Carmichael (المملكة المتحدة)
- Chavdar (بلغاريا)
- Commer (المملكة المتحدة)
- DAF شاحنات (هولندا) (division of باكار)
- Dennis Eagle (المملكة المتحدة)
- اليونانية لصناعة المركبات (اليونان)
- ERF (المملكة المتحدة)
- Fabrika Automobila Priboj (صربيا)
- Foden (المملكة المتحدة)
- شركة فورد
- غاز (روسيا)
- Ginaf (هولندا)
- Ikarbus (صربيا)
- إيفيكو (إيطاليا)
- Jelcz (بولندا)
- كاماز (روسيا)
- Karrier (المملكة المتحدة)
- KAZ (Georgia)
- كراز (أوكرانيا)
- LAZ (أوكرانيا)
- LIAZ (التشيك, 1951-2002)
- ماجيروس (ألمانيا)
- MAN (ألمانيا)
- MAZ (روسيا البيضاء)
- مرسيدس بنز (ألمانيا)
- MTZ (روسيا البيضاء)
- Multicar (ألمانيا)
- Namco (اليونان)
- Neobus (صربيا)
- Nibus (صربيا)
- أوتوكار (تركيا)
- بانهارد (فرنسا)
- Pegaso (إسبانيا)
- Renault Trucks (فرنسا)
- Robur (ألمانيا)
- Roman (رومانيا)
- Scania (السويد)
- Seddon Atkinson (المملكة المتحدة)
- سيده (تركيا) (فرنسا)
- Sisu Auto (فنلندا)
- Škoda (التشيك)
- Star (بولندا)
- شتاير دايملر بوخ (النمسا)
- TAM (سلوفينيا)
- تاترا (شركة) (التشيك)
- Temax (اليونان)
- TVM (سلوفينيا)
- URO (إسبانيا)
- Volkswagen Commercial Vehicles (ألمانيا)
- Volvo شاحنات (السويد) (not to be confused with Volvo cars, which is part of شركة فورد)
- Zastava Trucks (صربيا)
- زيل (روسيا)

## آسيا
- جاك للسيارات (الصين)
- أشوك ليلاند (الهند)
- Asia Motorworks (الهند)

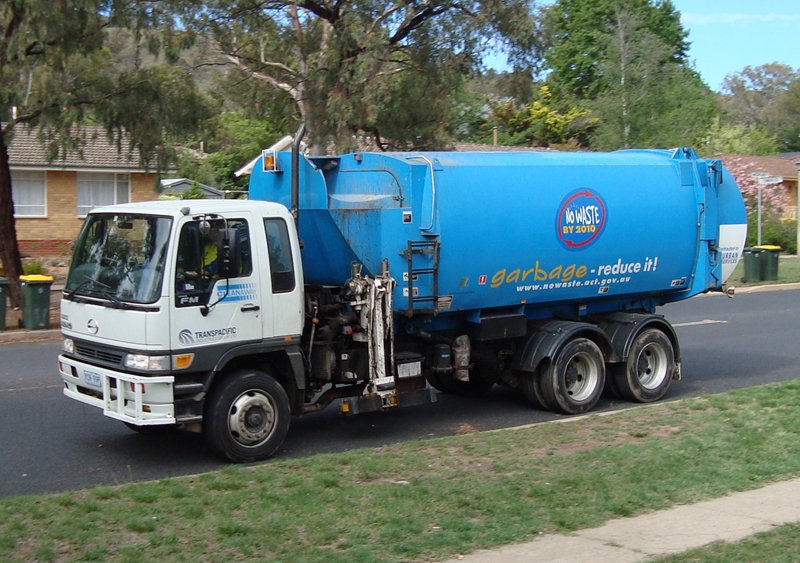
Hino garbage truck

- صناعات السيارات المحدودة الإسرائيلية (إسرائيل)
- شركة فوتون للسيارات (الصين)
- دايهاتسو (اليابان) (51% owned by the مجموعة تويوتا)
- شركة دونغفينغ موتور (الصين, under joint ventures with Nissan Diesel as Dongfeng Nissan-Diesel, and with Cummins as DFAC.)
- Eicher Motors (الهند)under joint venture with فولفو
- Force Motors (الهند), under a joint venture with MAN AG
- هينو للسيارات (اليابان) in a joint venture with سكونا (السويد)
- Hinopak Motors (باكستان)
- إيسوزو (اليابان)
- ماهيندرا أند ماهيندرا لمتد (الهند)
- Master Motors (Pakistan)
- Matra Fire (إندونيسيا)
- شركة ميتسوبيشي فوسو للشاحنات والحافلات  [لغات أخرى]‏ (اليابان)
- New Sentosa CV (Indonesia)
- Nissan Diesel (اليابان) 100% owned by فولفو
- Shaanxi Automobile Group (الصين)
- تاتا دايو (كوريا الجنوبية) (subsidiary of TATA Motors, India)
- تاتا موتورز (الهند)
- Sinotruk (الصين)
- فولفو باكستان

## أمريكا الشمالية
- أمريكان لافرانس  [لغات أخرى]‏

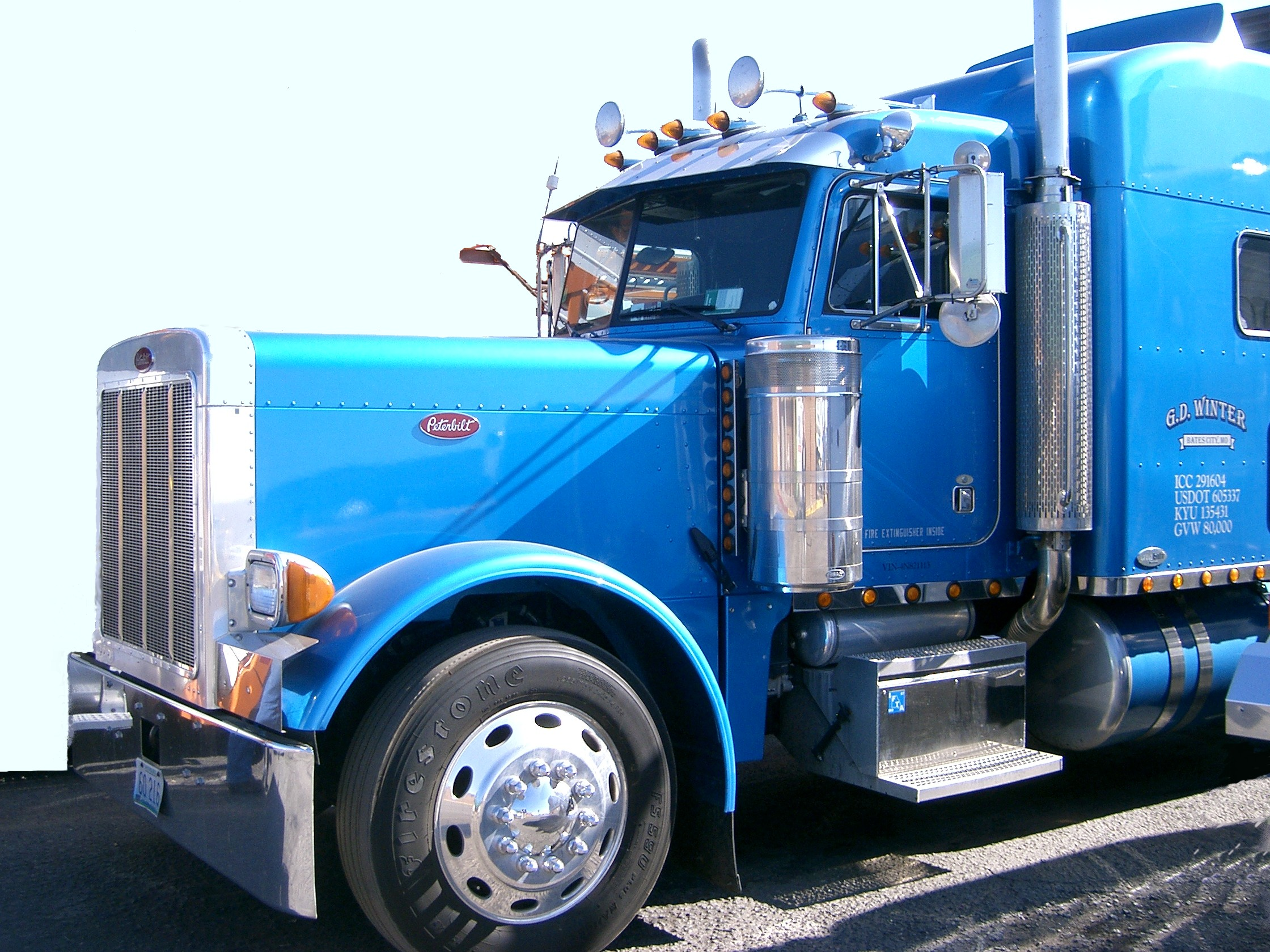
U.S. Peterbilt truck - California

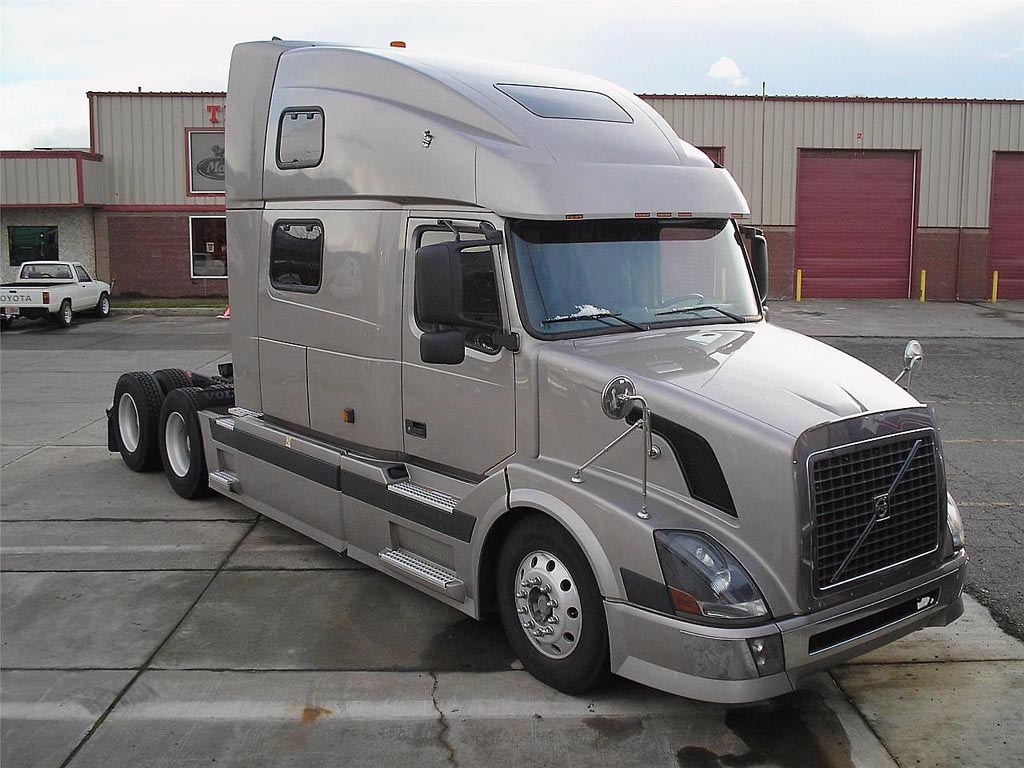
Volvo VNL780, الولايات المتحدة

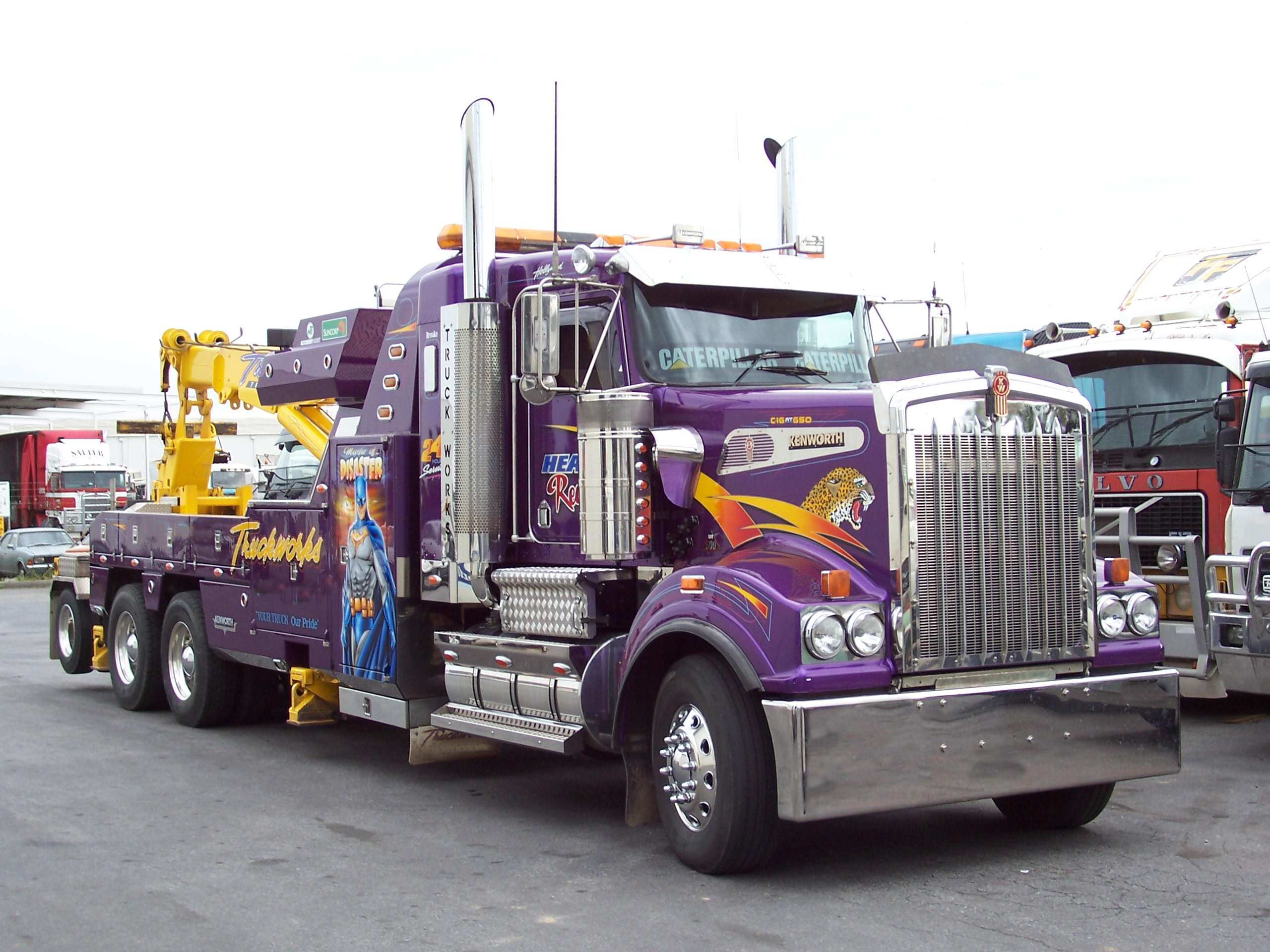
كينوورث heavy recovery/tow truck

- Autocar Company (الولايات المتحدة)
- Crane Carrier Corporation (الولايات المتحدة)
- شيفروليه
- Colet
- دودج
- E-One
- Freightliner شاحنات
- فورد
- GMC
- Hino (different models for U.S. market)
- إيسوزو
- كينوورث
- Mack شاحنات
- Mitsubishi Fuso
- نافيستار الدولية
- نيسان موتورز
- شركة أوشكوش
- Kalmar Industries (formerly Ottawa) (yard switch trucks)
- Peterbilt
- شركة بيرس الصناعية
- Sterling Trucks
- UD Nissan Diesel
- Volvo Trucks (different models for U.S. market)
- Western Star Trucks

## أمريكا الجنوبية
- Aeolus (الأوروغواي)
- أجريل (برازيل)
- Chevrolet (commercial vehicles for the Colombian market only)
- DaimlerChrysler
- Feresa الأرجنتين
- فورد شاحنات (برازيل) (cargo line)
- Grosspal الأرجنتين
- Libertad (الأوروغواي)
- Mack
- Matra (برازيل)
- Orejano (الأوروغواي)
- Randon (برازيل)
- مجموعة رينو (الأوروغواي)
- Troller (برازيل)
- Volvo (برازيل)
- فولكس فاجن للشاحنات والحافلات (برازيل)

## أفريقيا

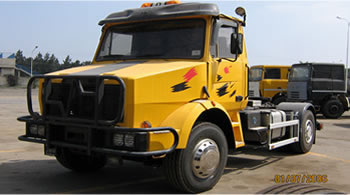
شاحنة سوناكوم تس260

- الشركة الوطنية للعربات الصناعية ، الجزائر ، تصنع مركبات يتم تسويقها في السوق المحلية و بعض الدول الأفريقية و الآسيوية.
- النصر للسيارات ، مصر
- الشركة التونسية لصناعة السيارات ، تونس

## أوقيانوسيا
- Volvo (Australia)
- Mack (Australia)

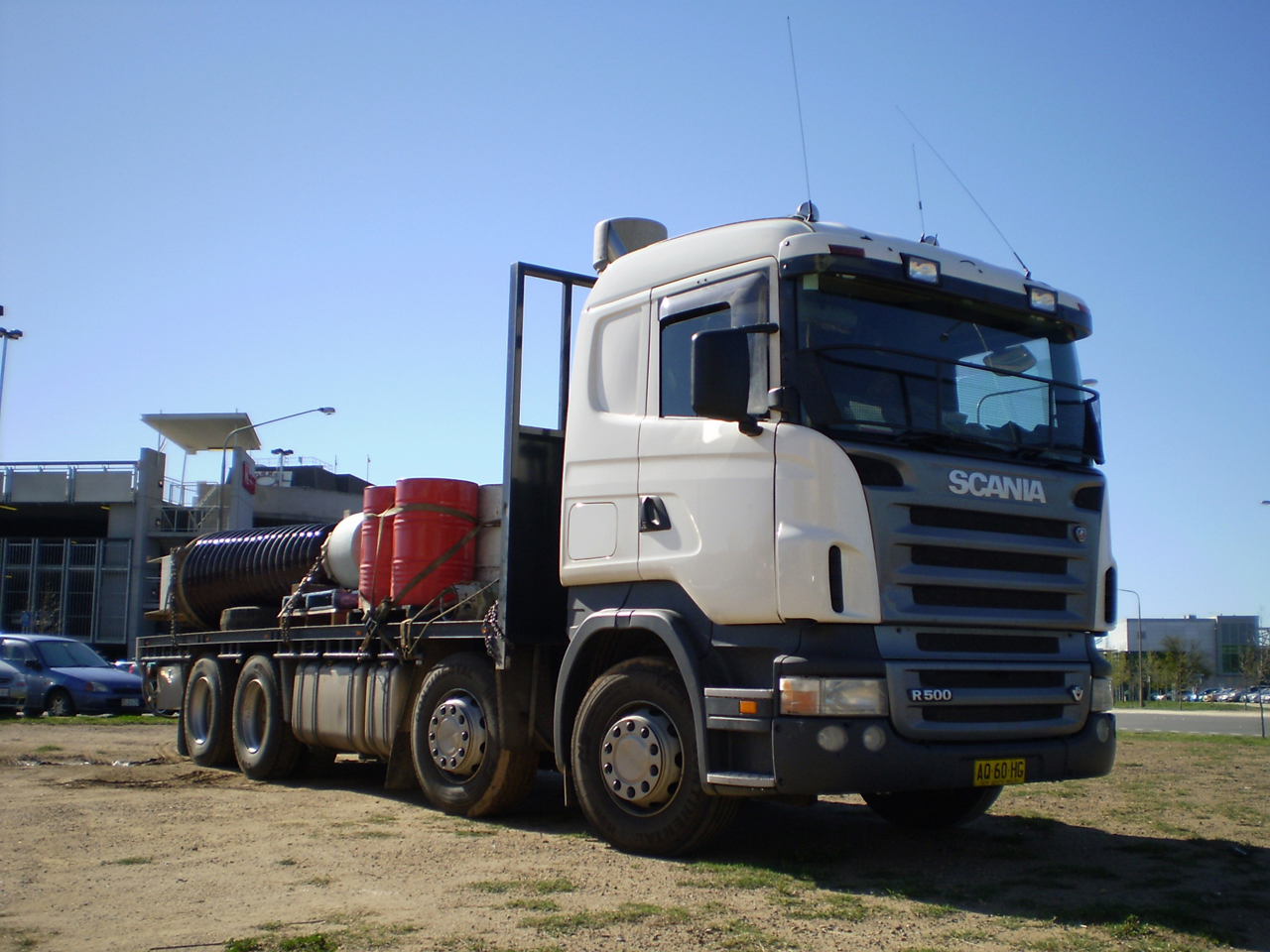
Scania R500

- إيفيكو (different models for Australian market)
- International  (Australia - formerly انترناشونال هارفيستير Corp. Australia, Now a division of إيفيكو has been building trucks and agricultural equipment in Australia since 1903)
- Kenworth (different models for Australian market)
- Oka (truck variants of traditional models)

## معرض صور

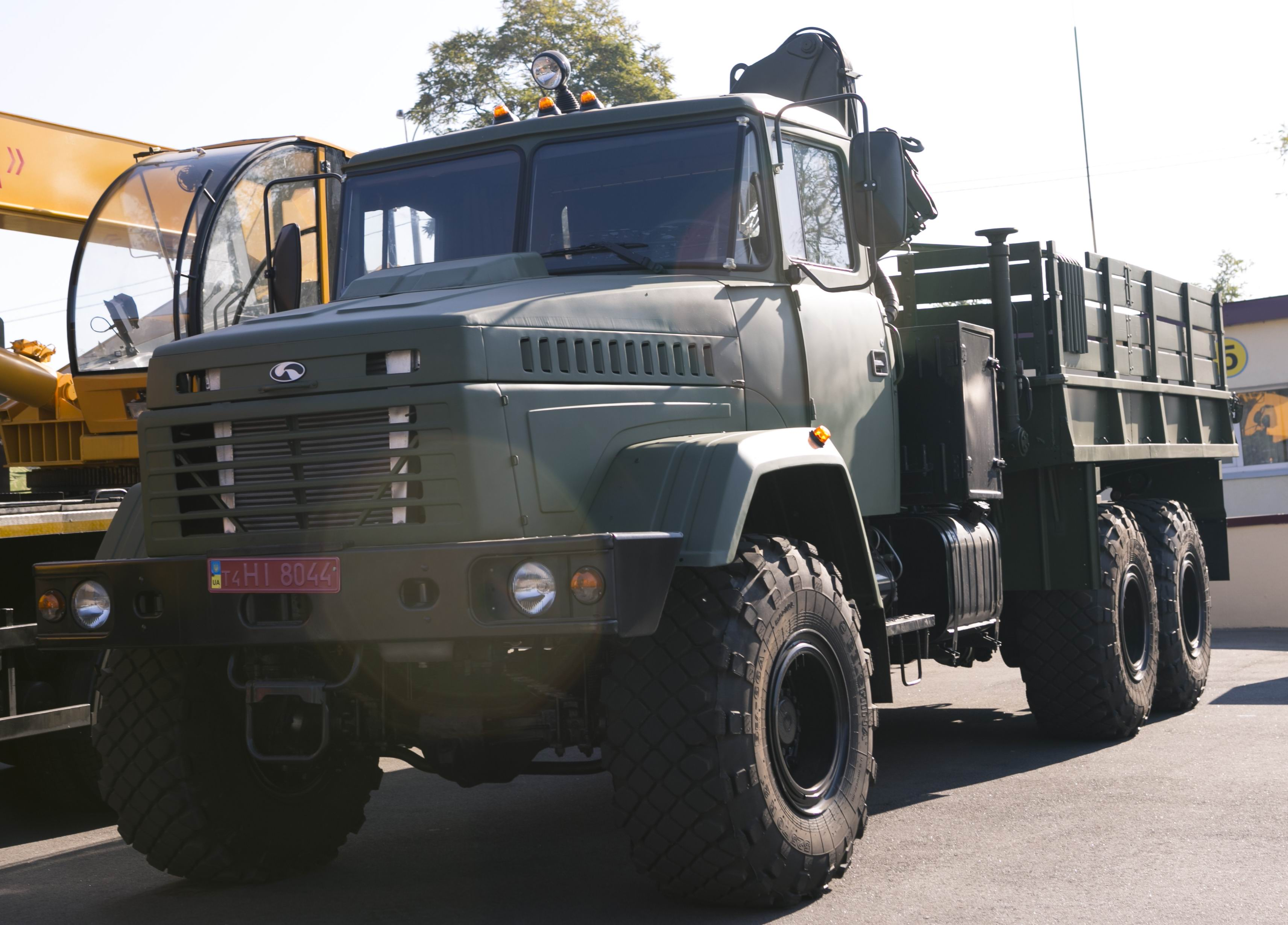
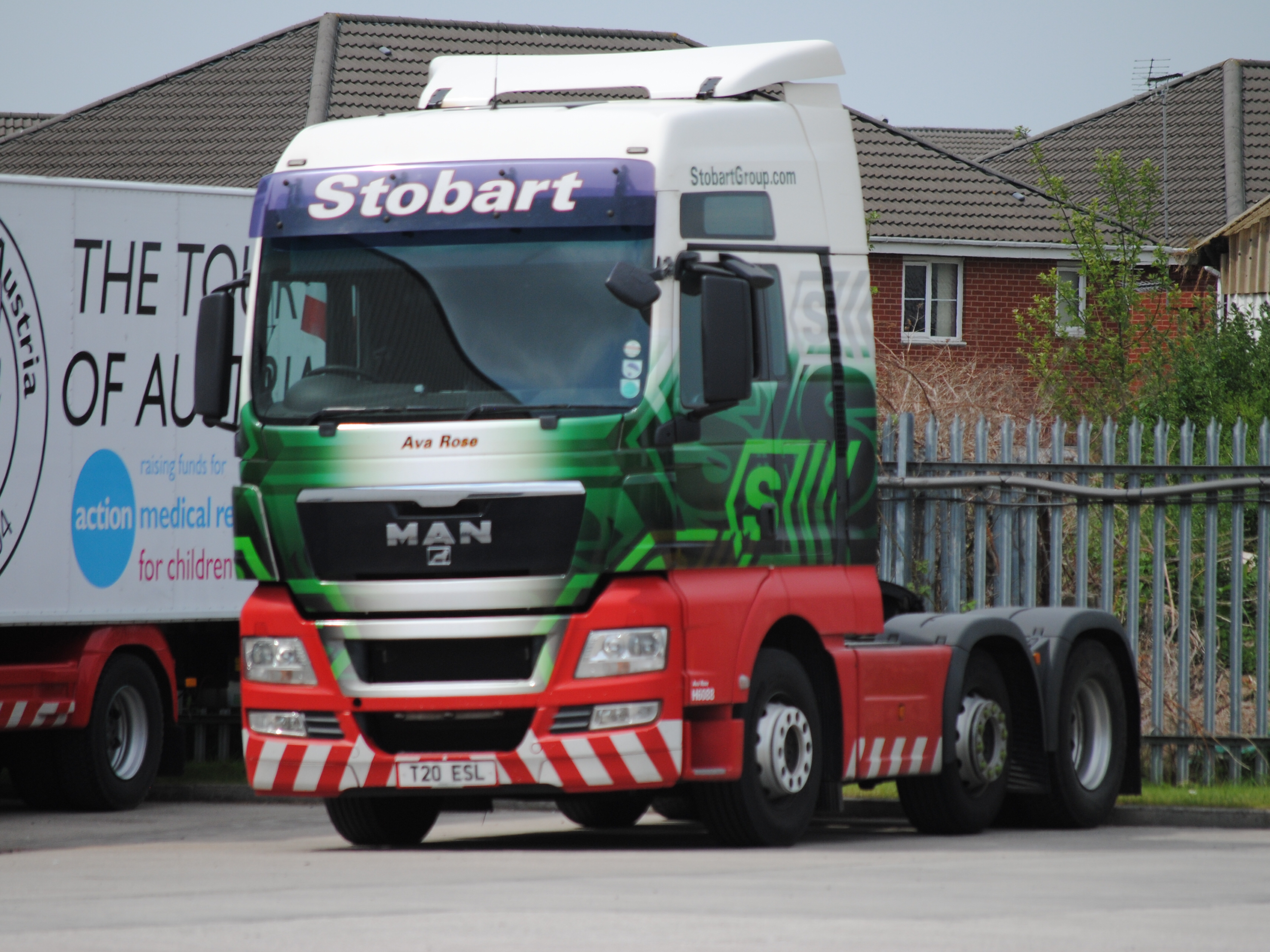
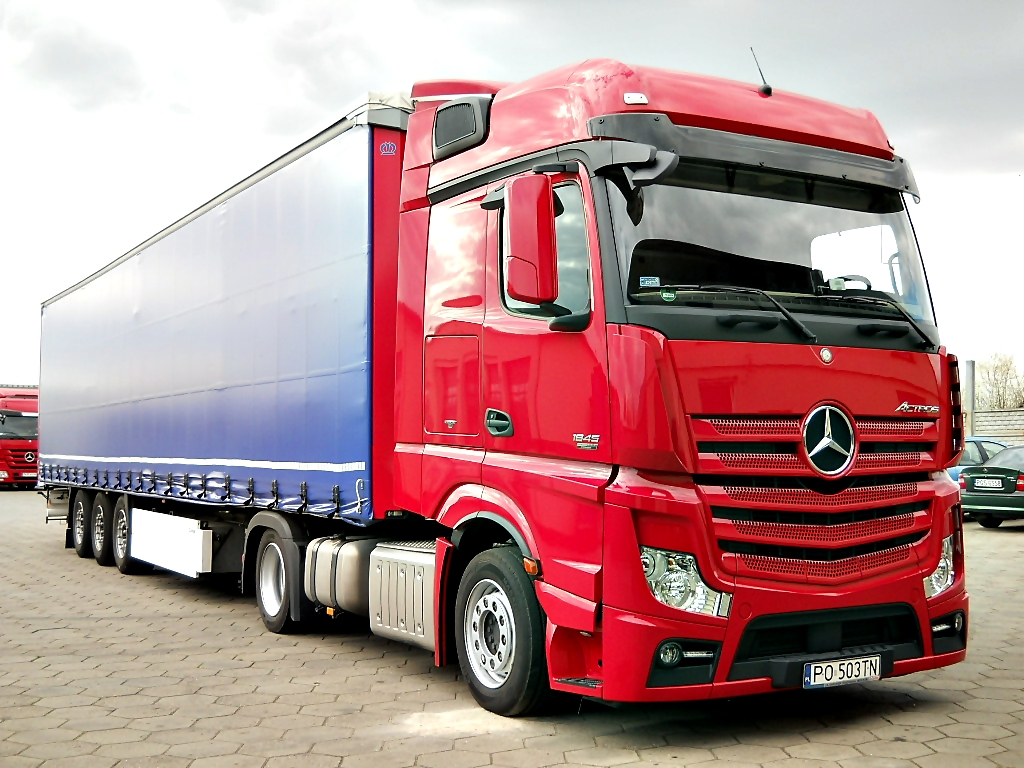
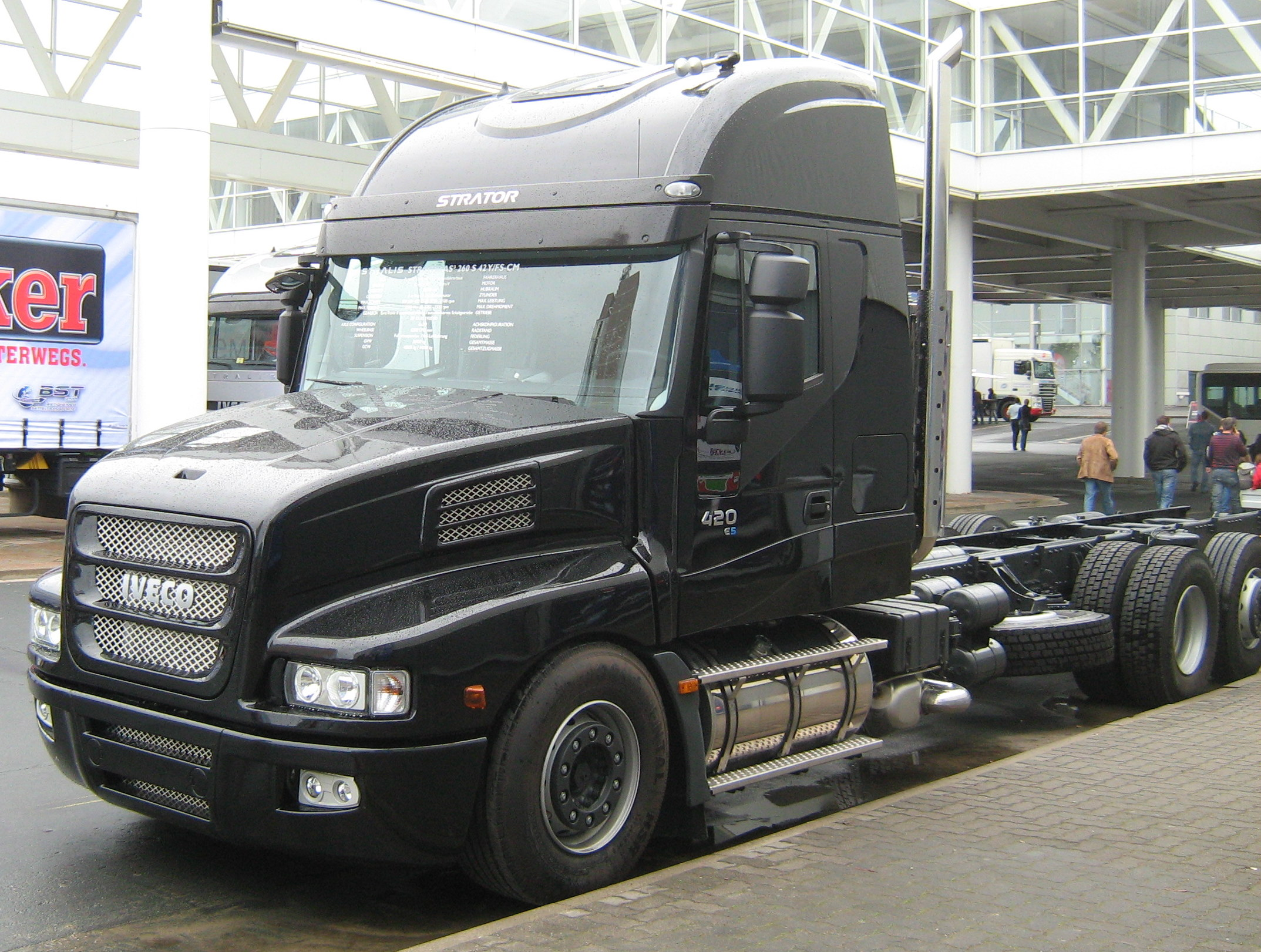
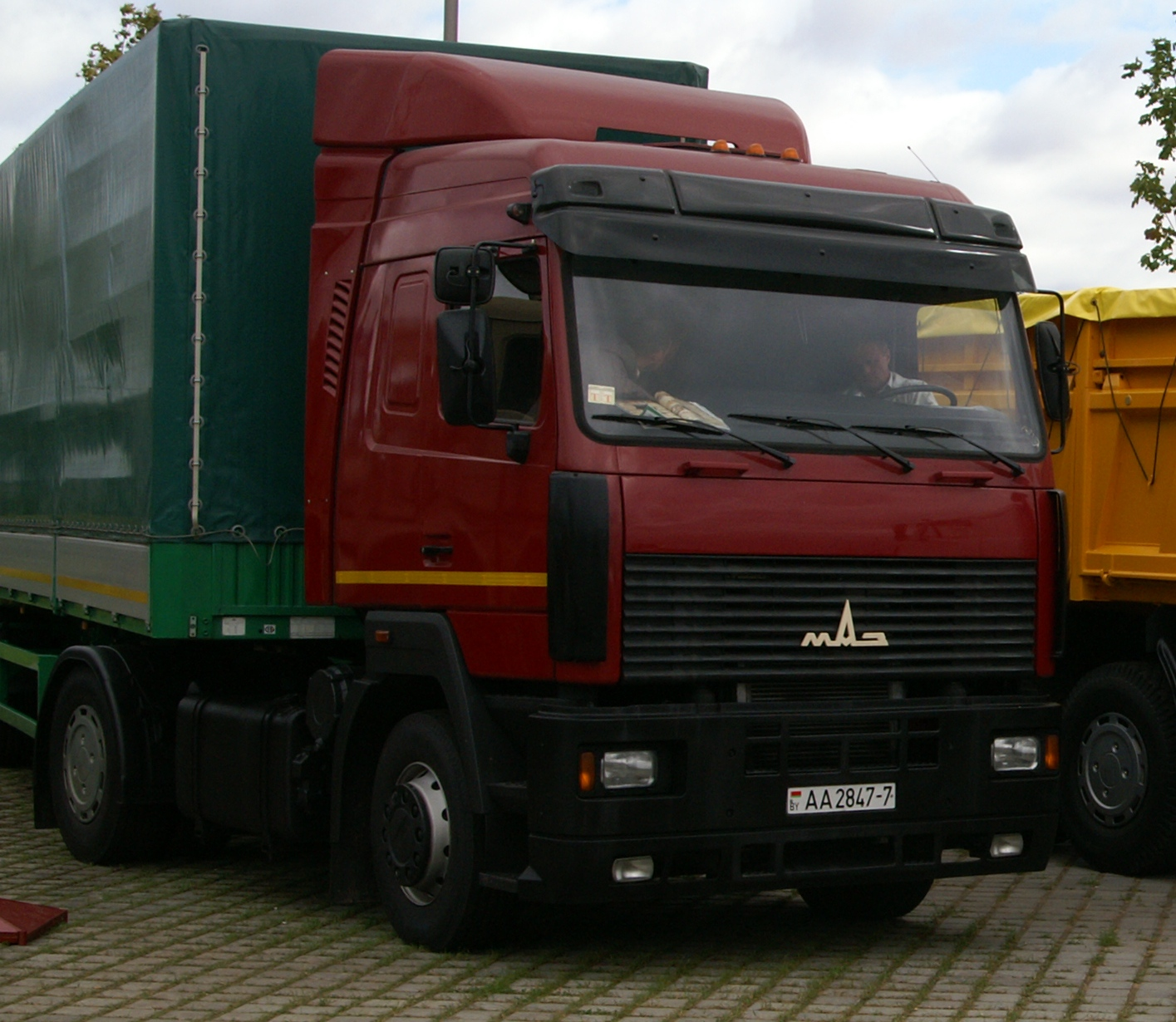